# TheBlogTV
TheBlogTV è una azienda di social media fondata nel 2006 da Bruno Pellegrini, attiva nel social video content, nella progettazione e realizzazione di social network e nella brand community. La società, che ha sedi in diverse capitali europee, è tra le maggiori in Italia nello sviluppo del modello di business del Crowdsourcing.
Tra i siti e i social network di cui TheBlogTV è proprietaria vi sono Pet Passion, Eco Zoom, Nokia Play, Made in Kitchen, Userfarm e Business Factor. È l'editore di Babel TV ed è il fondatore di Mamme nella Rete. In collaborazione con Rai 150 Anni produce il programma per la tv I nuovi mille, in onda su Rai Due e condotto da Federica Cellini, mentre, insieme a Rai 5, produce la sitcom Top 5.

## Storia

### Origini
Ad aprile 2005, BlogTV fece la sua comparsa nel canale satellitare NessunoTV, fondato da Bruno Pellegrini: i video generati e segnalati dai primi vloggers italiani vengono trasmessi in pillole all'interno del palinsesto. Da una produzione di circa 30 minuti al giorno si arriva dopo un anno a 2 ore di trasmissioni cui si aggiunge anche un programma quotidiano, Blog Generation, che prevede la partecipazione in diretta del pubblico.
Sempre con il coinvolgimento del pubblico si realizzano programmi speciali, come la diretta in occasione delle primarie del centrosinistra e delle elezioni politiche nazionali di aprile 2006. In quest'ultima occasione viene anche realizzato il documentario collettivo Le Mie Elezioni cui partecipano circa 150 videobloggers coordinati dal regista Stefano Mordini.

### La costituzione e lo start up
Nel giugno 2006 BlogTV diventa TheBlogTV ed esce dal progetto NessunoTV, assieme al suo fondatore Bruno Pellegrini, dando luogo ad una società autonoma, partecipata al 60% dal socio industriale Digital Magics SpA di Milano, con l'obiettivo di sviluppare un network televisivo internazionale totalmente realizzato dal pubblico. A settembre 2006 viene pubblicata la versione beta del nuovo sito web che raccoglieva i video realizzati dagli utenti.
La community di vloggers che partecipa al progetto cresce e al programma REMIX in onda su NessunoTV si aggiungono nuove trasmissioni diffuse su un network di televisioni tradizionali (7Gold), satellitari (National Geographic Adventure, NessunoTV, MusicBox), digitali terrestri (RaiUtile), mobili (La3) e web (Alice, Quotidiano.net). A maggio 2007 un fondo di investimento fa il suo ingresso all'interno della compagine societaria, per consentire l'apertura di nuove attività all'estero.

### La maturità
La società col passare del tempo ha diversificato il proprio business in tre unità principali: una dedicata alle community online, branded community e vertical social network; una dedicata alla costruzione di contenuti video con i telespettatori; e una terza dedicata al crowdsourcing e alla creazione dei video attraverso un network internazionale di videomaker: Userfarm
All'ottobre 2011, TheBlogTV lavora sul mercato italiano, francese, spagnolo e britannico
Ha chiuso il 2011 un fatturato pari a 5.5 milioni di euro..
Nel 2015 un ramo dell'azienda viene acquisto ed incorporato dal Gruppo DigiTouch.

### Premi
- 2010 - Interactive Key Award per il progetto Nokia Play
- 2011 - Interactive Key Award per il progetto WindBusinessFactor (in collaborazione con Wind)[13]

## Produzioni

### Community e Web TV
- Mamme nella Rete
- Nokia Play
- PetPassion
- EcoZoom
- Wind Business Factor
- Made in Kitchen

### Film collettivi
- Le Mie Elezioni, documentario collettivo, nato da un'idea di Bruno Pellegrini e realizzato con la supervisione di Stefano Mordini, già regista del film Provincia meccanica, a cura dello staff di Nessuno TV ed è dedicato alla tornata elettorale del 9 e 10 aprile 2006. L'opera venne presentata nel mese di giugno al Bellaria Film Festival[14][15]
- Il mio paese 2.0; documentario collettivo realizzato da Daniele Vicari, realizzato da TheBlogTV in collaborazione con la Vivo Film e con i circoli Arci–Ucca. Viene considerato da molti il primo esperimento italiano per una serie di documentari User Generated Content. Le persone sono state chiamate a video-raccontare la propria memoria e la condizione sociale, attraverso l'utilizzo di nuove tecnologie di comunicazione che consentono a tutti di realizzare e condividere in rete i propri videofilmati.[16]

### Produzioni per la TV
- Remix - Una selezione dei migliori video realizzati dalla community di TheBlogTV va in onda ogni giorno su NessunoTV e da giugno 2007 anche su Music Box, l'emittente satellitare diretta da Oliviero Toscani.
- CityZen - News, inchieste, reportage realizzati dagli utenti di NessunoTV e pubblicati su Quotidiano.net e Libero.it
- Vite Re@li - i video più particolari e divertenti del web uniti a dei servizi sulle personalità della rete e della cultura contemporanea in onda su Rai4 nell'anno 2008-2009 con direttore Carlo Freccero
- Mamme Nella Rete, docu-reality user generated realizzato dalle madri in attesa  — in onda su Discovery Real Time (Sky, 118) — 2009
- Tifosi 2.0 - Il programma fatto dai tifosi delle squadre di calcio va in onda due volte a settimana su La3Sport, 7Gold e Quotidiano.net
- UniVlog - Magazine settimanale realizzato dagli studenti delle università italiane
- Social Vlog - Magazine settimanale dedicato al terzo settore, al volontariato e ai diritti umani
- Citizen Report — Dieci puntate, di 26 minuti ciascuna, in cui sono trattati diversi temi di attualità.[17]
- I Nuovi Mille — un'inchiesta del 2011 in dieci puntate, presentate da Federica Cellini, sui giovani italiani che, come i garibaldini di un tempo, vogliono rifare L'Italia.[18]
- Top 5 - sitcom costruita con i videomaker di Userfarm e in onda su Rai 5.[19]
- Marcia Nuziale — in onda su ArturoTV — 2011
- Nonne alla Riscossa — in onda su ArturoTV — 2011
- Extreme Network — in onda su Extreme Network — 2011
- Viva la Mamma — in onda su ArturoTV — 2011
- Babel TV - canale satellitario in onda sulla piattaforma di Sky